# Korsfjorden (Hordaland)
 For alternative betydninger, se Korsfjorden. (Se også artikler, som begynder med Korsfjorden)
Korsfjorden er en fjord (egentlig et sund) i Sund, Austevoll, Os og Bergen kommuner i Vestland fylke i Norge. Den går fra Nordsøen mod øst,  ind mellem  Austevoll i syd og Sotra i nord og deler sig i fire længere mod øst. I nord går Raunefjorden nordover til Byfjorden, i syd går en arm ned til Bjørnafjorden, mod øst går Lysefjorden videre østover, og i nordøst går Fanafjorden nordøstover. Fjorden er 16 km lang, men til bunden af Fanafjorden er der 24 km. 
Fjorden har indløb mellem Marstein fyr i syd og holmen Tekslo i nord. På sydsiden ligger øerne Stora Kalsøy, Hundvåko og Store Skorpa og Varden. Øst for Varden ligger det nordlige indløb til Bjørnafjorden. På nordsiden ligger Toftøya og øen Sotra. Mellem Toftøya og Sotra går Austefjorden 8 km nordover. Øst for Sotra fortsætter Raunefjorden nordover. Krokenes vest for Krokeide skiller Lysefjorden i syd fra Fanafjorden på nordsiden. 
60°9′43″N 5°8′29″Ø / 60.16194°N 5.14139°Ø